# 张植
張植，五胡十六国時代前涼人物。
張植在前涼張駿時代，担任西域校尉。335年十二月，張駿命西胡校尉、沙州刺史楊宣征讨西域，張植与奮威将軍牛霸、蛮騎校尉張沖一起随军。
336年六月，張植为大军先锋，渡过流沙，讨伐龟兹、鄯善討伐，但因无法取水，将士出现脱水症状，死亡过半。为此，張植剪掉了头发，露出了上半身，赤脚爬上祭坛，哭泣着向上天祈祷。随即，西北方向乌云密布，倾盆大雨，雨水成河。于是，他们杀了一匹马，祭祀上天。
張植到达西域諸国时，所接触的国家都纷纷投降。随后，到達焉耆，国王龍熙躲进賁崙城，阻击張植。張植驻守铁门，龍熙攻打铁门，大败。張植未至十余里，龍熙率兵先至遮留谷。張植将至，有人说道「漢高祖畏于柏人，岑彭死于彭亡。今谷名遮留，是否会有伏兵」。张植单骑试探，果有伏兵。張植见状，出动兵马，消灭了敌军，进据尉犁。龍熙率群下四万人，上身裸露，来到楊宣营寨投降。于是，西域各国纷纷臣服，开始向前涼朝貢。張植平安归来后，因功被任命为西域都尉。
346年，後趙君主石虎派涼州刺史麻秋、将軍王擢、孙伏都攻打前涼。金城郡太守張沖告急，張植与奮威将軍牛霸率领骑兵前去救援，但城池已陷，于是折返。